# 畠中洋
畠中 洋（はたなか ひろし、1966年1月9日 - ）は、日本の男性俳優、声優。ケイファクトリー所属。
山形県上山市出身。日本大学山形高等学校卒業後、青年座研究所を経て音楽座に入団。1996年の解散後、テレビドラマ、舞台、ミュージカル、吹き替えなどで幅広く活躍中。

## 経歴
人前で何かやるということには興味があり、芝居も好きだったという。高校生の時に芸術鑑賞会で観た芝居に感銘を受け役者を志し、高校卒業後に上京。
1988年「音楽座」に入団。『シャボン玉とんだ宇宙までとんだ』で初舞台。その後、音楽座作品では重要な役どころを演じる。
1996年：音楽座解散後、ケイファクトリー所属。音楽座最終公演『マドモアゼル・モーツァルト』では公演期間中に椎間板ヘルニアを発症し、途中降板した。同年10月『カムパネルラの光』にて舞台復帰。
1997年：NHK土曜ドラマ『銃口』にてドラマ初主演。第23回放送文化基金賞
男優演技賞を受賞。
2025年：「2024 All Aboutミュージカル・アワード」 助演俳優賞受賞

## 人物
妻は女優・声優の福島桂子。長男は声優の畠中祐。
兄は大迫傑などの指導実績がある陸上競技指導者の畠中康生。
特技はスキー、柔道。

## 出演

### ミュージカル

#### 音楽座
- シャボン玉とんだ宇宙までとんだ
- とってもゴースト
- リトルプリンス
- アイ・ラブ・坊ちゃん
- マドモアゼル モーツァルト
- 泣かないで〜遠藤周作著『わたしが・棄てた・女』より〜
- 星の王子様
- ホーム〜はじめてテレビがきた日〜

#### 音楽座以外
- カムパネルラの光
- アニーよ銃をとれ
- アイ・ラブ・マイ・ワイフ
- ザ・キッチン
- 天翔ける風に
- フォーチュンクッキー
- 詩人の恋
- RED SHOES, BLACK STOCKINGS
- Cooky Clown（2007年） - 能州武志 役
- ルドルフ 〜ザ・ラスト・キス〜（2008年5月6日 - 6月1日、帝国劇場） - ツェップス役
- ニューブレイン（2009年、シアタークリエ） - ロジャー 役
- スクルージ（2015年） - トム・ジェンキンス 役
- スター誕生（2016年、キンケロ・シアター） - 岡ピー 役
- ミュージカル「グレート・ギャツビー」（2017年5月 - 7月、日生劇場、中日劇場、梅田芸術劇場メインホール、博多座） - ジョージ・ウィルソン 役[6]
- ミュージカル「October Sky －遠い空の向こうに－」（東京公演：2021年10月6日 - 10月24日、シアターコクーン/大阪公演：2021年11月11日 - 11月14日、森ノ宮ピロティホール）- ケン 役　[7]
- ミュージカル『The View Upstairs-君と見た、あの日-』（2022年2月1日 - 13日、日本青年館ホール） - バディ 役[8][9]
- ミュージカル『CROSS ROAD〜悪魔のヴァイオリニスト パガニーニ〜』再演（2024年4月22日 - 5月12日、シアタークリエ / 5月17日 - 19日、新歌舞伎座 / 5月24日 - 26日、博多座） - アルマンド 役[10]
- ミュージカル『狂炎ソナタ』（2024年2月2月 - 11日、品川プリンスホテル ステラボール） - J 役[11]
- ミュージカル『鉄鼠の檻』（2024年6月14日 - 24日、紀伊國屋サザンシアター TAKASHIMAYA / 6月28日 - 29日、サンケイホールブリーゼ） - 仁秀 役[12][13]
- "Le gai mariage"『ル・ゲィ・マリアージュ〜愉快な結婚〜』〜ストレートプレー〜（2024年10月25日 - 11月17日、六本木トリコロールシアター）[14]

### ストレートプレイ
- 太陽が死んだ日
- リア王
- 或る憂鬱
- バッファローの月
- 家族のはなしPARTI
- 真夜中に起こった出来事[15]

### テレビドラマ
- ハートにS（フジテレビ）
- 銃口・教師北森竜太の青春（NHK）- 北森竜太 役
- 新・半七捕物帳 第2話「湯屋の二階」（NHK）- 高島弥七 役
- 寺子屋ゆめ指南（NHK）
- 大河ドラマ
  - 徳川慶喜 - 松平容保 役
  - 葵 徳川三代 - 木村重成 役
  - 武蔵 MUSASHI - 和賀忠親 役
- ひなたぼっこ（TBS）
- すずらん（NHK朝の連続テレビ小説）
- 氷の世界（フジテレビ）
- サラリーマン金太郎2（TBS）
- 人情しぐれ町（NHK）
- ある日、嵐のように（NHK）
- ナースのお仕事4 第9話（フジテレビ） - 森岡靖 役
- ほんまもん（NHK）
- スカイハイ2第二死（テレビ朝日）
- 菊亭八百善の人びと（NHK）
- 新幹線をつくった男たち（テレビ東京）
- 相棒 Season 5 第20話〔最終話〕「サザンカの花咲く頃」（2007年3月14日、テレビ朝日） - 南蒼一朗 役
- 死ぬかと思った Case12 「ペテン師」（日本テレビ）
- 警視庁三係・吉敷竹史シリーズ3（2008年1月21日、TBS）
- 夢をかなえるゾウ「女の幸せ篇」（2008年10月、日本テレビ/読売テレビ） - 武田信玄 役
- TAROの塔 第1話（2011年、NHK） - 幼稚舎教諭 役
- 四つ葉神社ウラ稼業 失恋保険〜告らせ屋〜（日本テレビ/読売テレビ）
  - 第2話「禁断のボーイズラブ… 心のブレーキのはずし方」（2011年4月14日）- 第一中央病院の外科医・武田医師 役
  - 第10話「余命3ヶ月の恋」（2011年6月9日）- 第一中央病院の外科医・武田医師 役
- ミエルオンナ月子 〜真夏の夜のコワーイ話〜 CASE2「赤い爪の女」（2011年8月26日、日本テレビ） - ホテルマン 役
- 金曜プレステージ 塔馬教授の天才推理2「湯殿山麓ミイラ伝説殺人事件」（2014年9月19日、フジテレビ）

### ゲーム
- キングダム ハーツ（2002年、ブギー）
- キングダム ハーツII（2005年、プンバァ、ブギー）
- キングダム ハーツIII（2019年、フリン・ライダー）

### 吹き替え

#### 映画
- キング・アーサー（ランスロット〈ヨアン・グリフィズ〉）
- クルエラ（ロジャー〈ケイバン・ノバク〉[16]）
- シャギー・ドッグ（マーカス・コザック〈ロバート・ダウニー・Jr〉）
- シンデレラ（エラの父〈ベン・チャップリン〉[17]）
- ソフィア・ロレーン 母の愛（ロマーノ・ムッソリーニ〈ラッファエッレ・エスポジト〉）
- 魔法にかけられて（エドワード王子〈ジェームズ・マースデン〉）
  - 魔法にかけられて2

#### テレビドラマ
- アナザー・ライフ〜天国からの3日間〜（Mr.ジョーンズ〈ゴーディ・ブラウン〉）
- テラノバ/Terra Nova（ジム・シャノン〈ジェイソン・オマラ〉）

#### アニメ
- ライオン・キングのティモンとプンバァ（1995年、プンバァ〈2代目〉）
- ハウス・オブ・マウス（2001年、白ウサギ、三月ウサギ、プンバァ）
- ライオン・キング3 ハクナ・マタタ（2004年、プンバァ）
- きつねと猟犬2 トッドとコッパーの大冒険（2006年、キャッシュ）
- 塔の上のラプンツェル（2011年、フリン・ライダー/ユージーン・フィッツハーバート）
- ちいさなプリンセス ソフィア（2012年、スリックウェル、スヴェン）
- ラプンツェルのウェディング（2012年、フリン・ライダー/ユージーン・フィッツハーバート）
- ライオン・ガード（2016年、プンバァ）
- ラプンツェル あたらしい冒険（2017年、ユージーン・フィッツハーバート）
- ラプンツェル ザ・シリーズ（2017年、ユージーン・フィッツハーバート）
- スクルージ:クリスマス・キャロル（2022年、ジェンキンス）

### その他
- ディズニー・オン・アイス（フリン・ライダー/ユージーン・フィッツハーバート、プンバァ）
- ビリーヴ!～シー・オブ・ドリームス～（フリン・ライダー/ユージーン・フィッツハーバート）
- ラプンツェルのランタンフェスティバル（フリン・ライダー/ユージーン・フィッツハーバート）